# خط أودر-نايسه

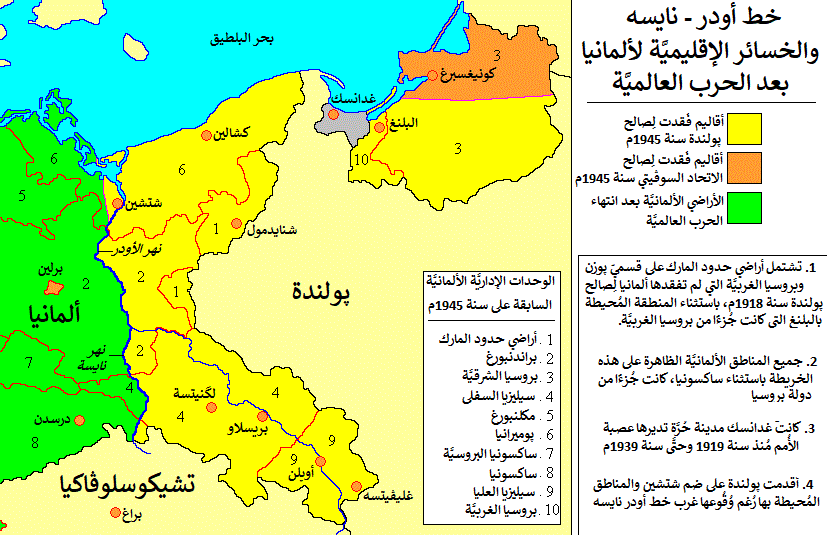
خط أودر-نايسه

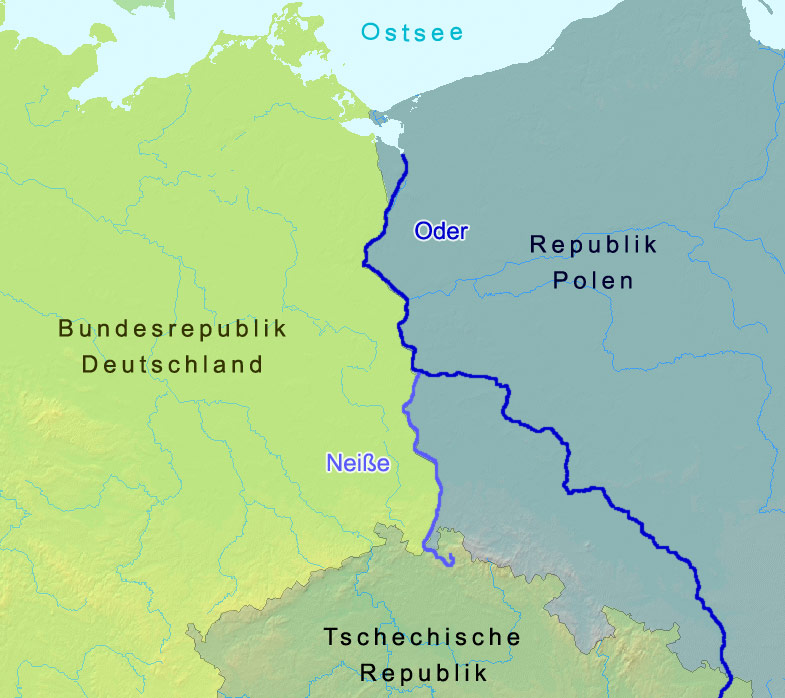
نهر أودر ونايسه

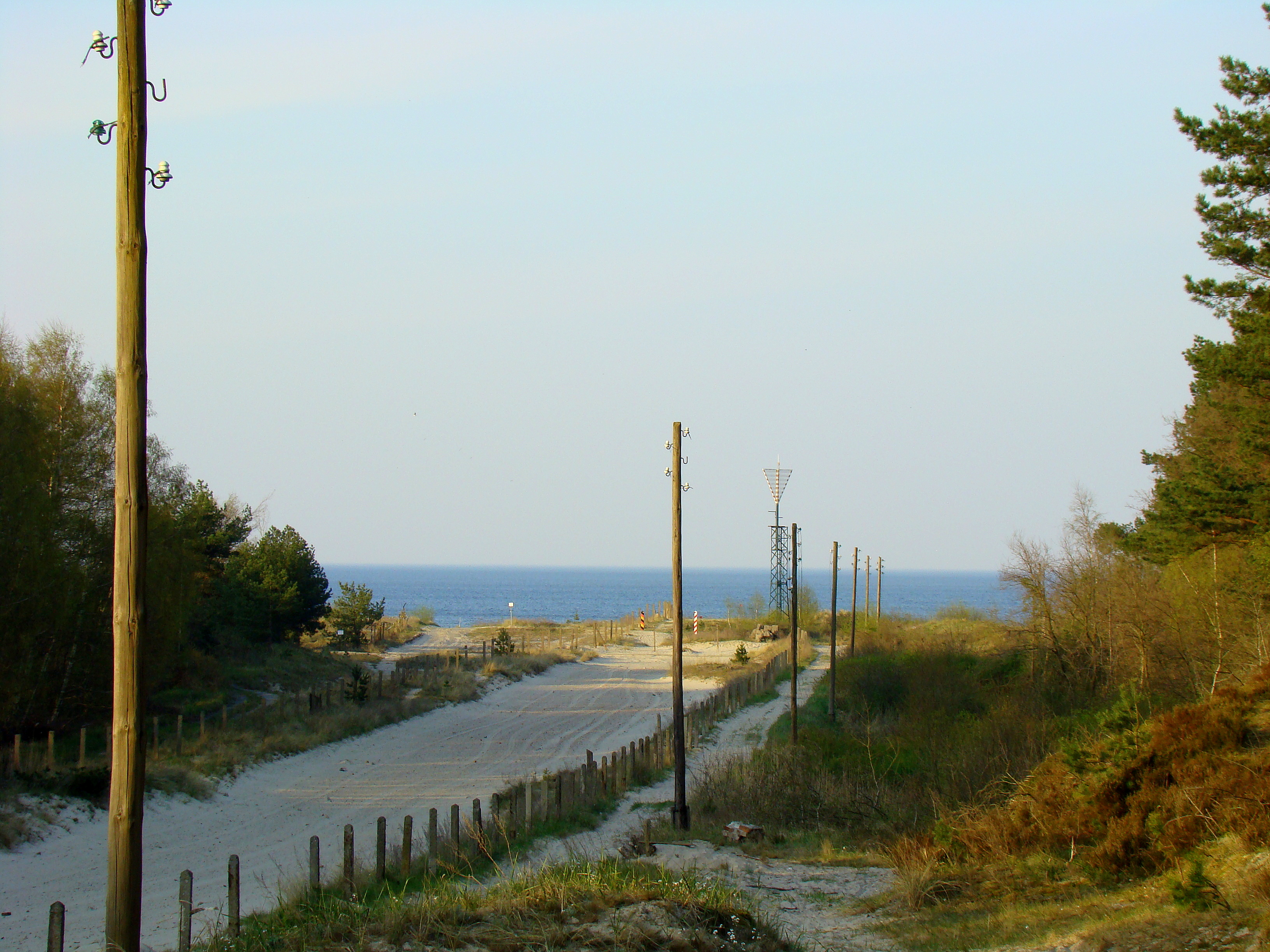
خط أودر-نايسه في يوزدوم

خط أودر-نايسه (بالإنجليزية: Oder–Neisse line) (بالألمانية: Oder-Neiße-Grenze) ((بالبولندية: granica na Odrze i Nysie Łużyckiej)) هو خط حدودي يفصل بين ألمانيا وبولندا كنتيجة لآثار الحرب العالمية الثانية، وهو قائم على أساس جغرافي، حيث أنه عبارة عن مجرى نهري أودر ونايسه، حيث أن الأخير يصب في الأول ليصب في نهاية المطاف في بحر البلطيق.
كانت الأراضي الواقعة شرقي هذا الخط موضع نقاش مؤتمر بوتسدام سنة 1945 من قبل الحلفاء المنتصرين، والذين جعلوها تحت إدارة بولندا. كان خط أودر-نايسه هو الخط الحدودي بين ألمانيا الشرقية وبولندا بين سنتي 1950-1990، على الرغم من ألمانيا الغربية قابلت ذلك بالرفض إلى أنها رضيت بتحفظ سنة 1970. في سنة 1990 وبعد إعادة توحيد ألمانيا جرى الاعتراف الرسمي من البلدين بالخط على أنه حدود البلدين.
تم ضم جميع الأراضي الألمانية ما قبل الحرب شرق الخط وداخل حدود ألمانيا عام 1937 - التي تضم حوالي ربع (23.8 في المائة) من جمهورية فايمار (ما قبل النازية) في إطار التغييرات الحدودية التي صدرت في مؤتمر بوتسدام ما بعد الحرب، وأصبحت معظمها جزءًا من بولندا. أما الجزء المتبقي الصغير، والذي يتألف من شمال شرق بروسيا مع مدينة كونيغسبرغ الألمانية (التي سميت الآن باسم كالينينغراد)، فقد تم تخصيصها للاتحاد السوفياتي كمدينة كالينينغراد في روسيا الاتحادية الاشتراكية السوفياتية (روسيا اليوم). فر جميع السكان الألمان في هذه المناطق تقريبًا - والذين يقدر عددهم بحوالي 12 مليون اعتبارًا من خريف 1944 - فروا أو طُردوا لاحقًا.
كان خط أودر - نايسه يمثل الحدود بين ألمانيا الشرقية وبولندا من 1950 إلى 1990. وافقت ألمانيا الشرقية الشيوعية على الحدود مع بولندا الشيوعية في عام 1950، في حين أن ألمانيا الغربية، بعد فترة من الرفض، انضمت إلى الحدود (مع التحفظات) في عام 1970.
بعد ثورات عام 1989، قبلت ألمانيا الموحدة وجمهورية بولندا الديمقراطية الجديدة بشكل قاطع الخط كحدود في معاهدة الحدود الألمانية البولندية لعام 1990.

## التاريخ
كان نهر أودر الأدنى في سيليزيا هو الحدود الغربية لبولندا من القرن العاشر حتى القرن الثالث عشر. منذ وقت قريب من الحرب العالمية الأولى، اقترح البعض استعادة هذا الخط، اعتقادا بأنه سيوفر الحماية ضد ألمانيا. تم تقديم أحد المقترحات الأولى في الإمبراطورية الروسية. في وقت لاحق، عندما حصل النازيون على السلطة، كانت الأراضي الألمانية إلى الشرق من الخط عسكريا من قبل ألمانيا بهدف حرب مستقبلية، وواجه السكان البولنديون عملية جرمنة. كما شجعت سياسات ألمانيا النازية القومية بين الأقلية الألمانية في بولندا.
قبل الحرب العالمية الثانية، كانت الحدود الغربية لبولندا مع ألمانيا ثابتة بموجب شروط معاهدة فرساي لعام 1919. اتبعت جزئيًا الحدود التاريخية بين الإمبراطورية الرومانية المقدسة وبولندا الكبرى، ولكن مع بعض التعديلات التي كان المقصود منها أن تعكس بشكل معقول التركيبات العرقية للمناطق الصغيرة بالقرب من حدود المقاطعات التقليدية. ومع ذلك تم تقسيم بوميرليا وسيليزيا العليا، تاركين المناطق التي يسكنها البولنديون والأقليات السلافية الأخرى على الجانب الألماني وأقلية ألمانية كبيرة على الجانب البولندي. علاوة على ذلك، غادرت الحدود ألمانيا مقسمة إلى جزأين عبر الممر البولندي ومدينة دانزيغ الحرة المستقلة، التي كان عدد سكانها أغلبية ساحقة من الألمان، ولكن تم تقسيمها من ألمانيا للمساعدة في تأمين وصول بولندا إلى بحر البلطيق. [بحاجة لمصدر]

## الإعتبارات خلال الحرب

### مؤتمر يالطا
في فبراير 1945، التقى مسؤولون أمريكيون وبريطانيون في يالطا واتفقوا على الأساسيات على حدود بولندا المستقبلية. في الشرق، وافق البريطانيون على خط كرزون، لكنهم أدركوا أن الولايات المتحدة قد تضغط من أجل إدراج لفيف في بولندا بعد الحرب. في الغرب، يجب أن تتلقى بولندا جزءًا من شرق بروسيا، ودانزيغ، الطرف الشرقي من بوميرانيا وسيليزيا العليا. قال الرئيس فرانكلين د. روزفلت إنه «سيجعل الأمر أسهل بالنسبة لي في المنزل» إذا كان ستالين كرمًا لبولندا فيما يتعلق بحدود بولندا الشرقية. قال ونستون تشرشل إن التنازلات السوفيتية بشأن هذه النقطة ستحظى بالإعجاب باعتبارها «لفتة شهامة» وأعلن أنه فيما يتعلق بحكومة بولندا في فترة ما بعد الحرب، فإن البريطانيين «لن يكتفوا أبدًا بحل لا يترك بولندا حرة ودولة مستقلة.»  وفيما يتعلق بالحدود الغربية لبولندا، أشار ستالين إلى أن رئيس الوزراء البولندي في المنفى، ستانيساو ميكووجاجيك، كان سعيدًا عندما أخبره ستالين بأن بولندا ستُمنح ستيتن / شتشيتسين والأراضي الألمانية شرق نيسيس الغربية. كانت يالطا هي المرة الأولى التي يعلن فيها السوفييت دعمًا صريحًا لحدود ألمانية بولندية على الغرب مقابل نيس الشرقية. اعترض تشرشل على حدود نيس الغربية قائلاً إنه «من المؤسف أن تملأ الإوزة البولندية المليئة بالأطعمة الألمانية لدرجة أنها عانت من عسر الهضم». وأضاف أن العديد من البريطانيين سيصابون بالصدمة إذا تم طرد أعداد كبيرة من الألمان من هذه المناطق، والتي رد عليهم ستالين بأن «العديد من الألمان» قد «فروا بالفعل أمام الجيش الأحمر». تركت الحدود الغربية لبولندا في النهاية لتتقرر في مؤتمر بوتسدام.

### المطالب البولندية والسوفياتية

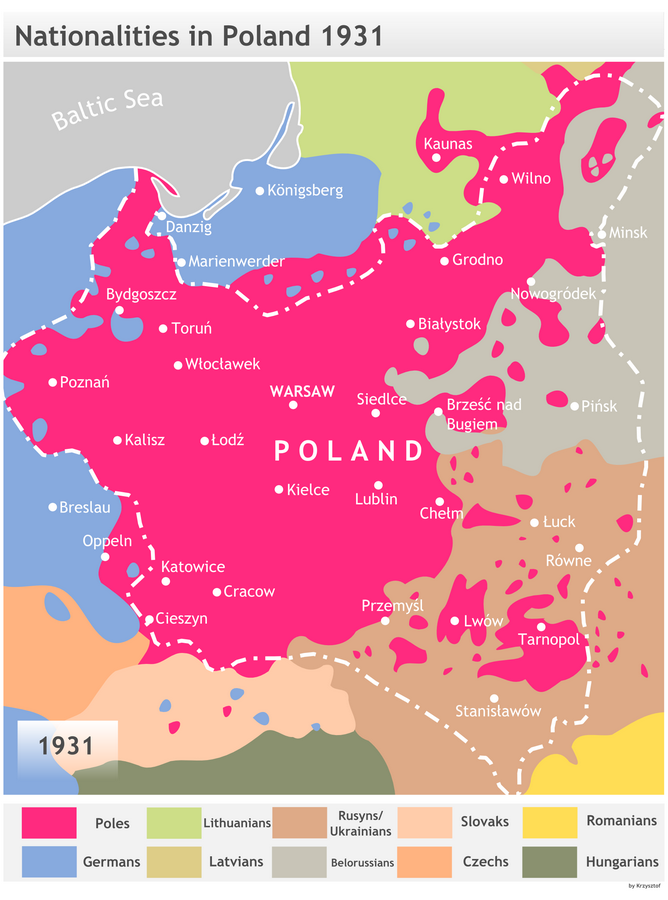
العرقيات المهيمنة في بولندا وحولها، 1931، وفقًا للمؤرخ البولندي هنريك زيليسكي.

في الأصل، كانت ألمانيا ستحتفظ بستين، بينما كان البولنديون سيضمون بروسيا الشرقية إلى كونيغسبرغ (كالينينجراد الآن). في الواقع، طالبت الحكومة البولندية بذلك منذ بدء الحرب العالمية الثانية في عام 1939، بسبب الموقف الاستراتيجي لبروسيا الشرقية الذي زعم أنه قوض دفاع بولندا. [بحاجة لمصدر] وكانت التغيرات الإقليمية الأخرى المقترحة من قبل الحكومة البولندية نقل المنطقة سيليزيا من Oppeln ومناطق بوميرانيا دانزيغ، Bütow وونبورغ، إلى حد ما في فوربومرن.
ومع ذلك، قرر ستالين أنه يريد أن يكون Königsberg كميناء للمياه الدافئة على مدار السنة للبحرية السوفيتية، وجادل بأن البولنديين يجب أن ياخذو Stettin بدلاً من ذلك. لم يكن لدى الحكومة البولندية قبل الحرب في المنفى الكثير لتقوله، لكنها أصرت على الإبقاء على مدينة لفيف (Lvov ، Lemberg ، الآن L'viv) في غاليسيا. رفض ستالين التنازل، واقترح بدلاً من ذلك منح كل من سيليزيا السفلى بما في ذلك فروتسواف (البولندية: Wrocław) إلى بولندا. سيتم نقل العديد من البولنديين من لفيف في وقت لاحق لتعبئة المدينة

وقال نيكيتا خروتشوف في مذكراته: «كانت لدي رغبة واحدة فقط - وهي أن يتم نقل حدود بولندا إلى أقصى الغرب قدر الإمكان». 

## مؤتمر بوتسدام

مناطق الاحتلال المتحالفة في ألمانيا من 1945 حتى 1949.

في بوتسدام، دافع ستالين عن خط أودر - نايسه على أساس أن الحكومة البولندية طلبت هذه الحدود وأنه لم يعد هناك أي ألمان شرق هذا الخط. في وقت لاحق اعترف الروس بأن «مليون ألماني على الأقل» (لا يزالون أقل بكثير من الرقم الحقيقي) ظلوا في المنطقة في ذلك الوقت. ظهر العديد من الزعماء الشيوعيين البولنديين في المؤتمرلتقدبم الحجج حول حدود أودر-غرب نايسه. قامت القوات السوفيتية في البداية بطرد المسؤولين البولنديين الذين حاولوا الاستيلاء على ستيتين في مايو ويونيو، وكانت المدينة يحكمها عمدة ألماني عينه الشيوعيون، تحت مراقبة المحتلين السوفيت، حتى 5 يوليو 1945.

### امتيازات

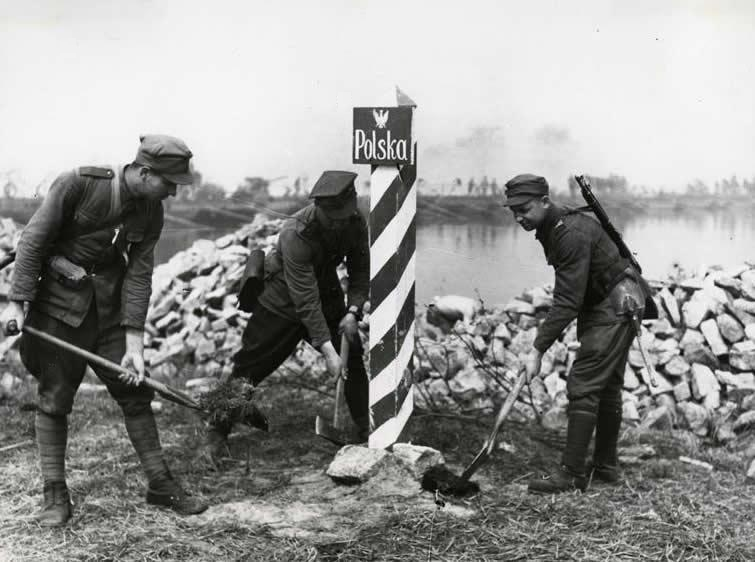
تعليم الحدود البولندية الألمانية الجديدة في عام 1945

أعلم جيمس بيرنز - الذي تم تعيينه وزيراً للخارجية الأمريكية في وقت سابق من ذلك الشهر - السوفييت لاحقًا أن الولايات المتحدة مستعدة للتنازل عن المنطقة الواقعة شرق أودر والشرقية للإدارة البولندية، ولأنها لا تعتبرها جزءًا من منطقة الاحتلال السوفيتي، في مقابل الاعتدال في مطالب السوفيات للحصول على تعويضات من مناطق الاحتلال الغربية.

### «المناطق المستعادة»

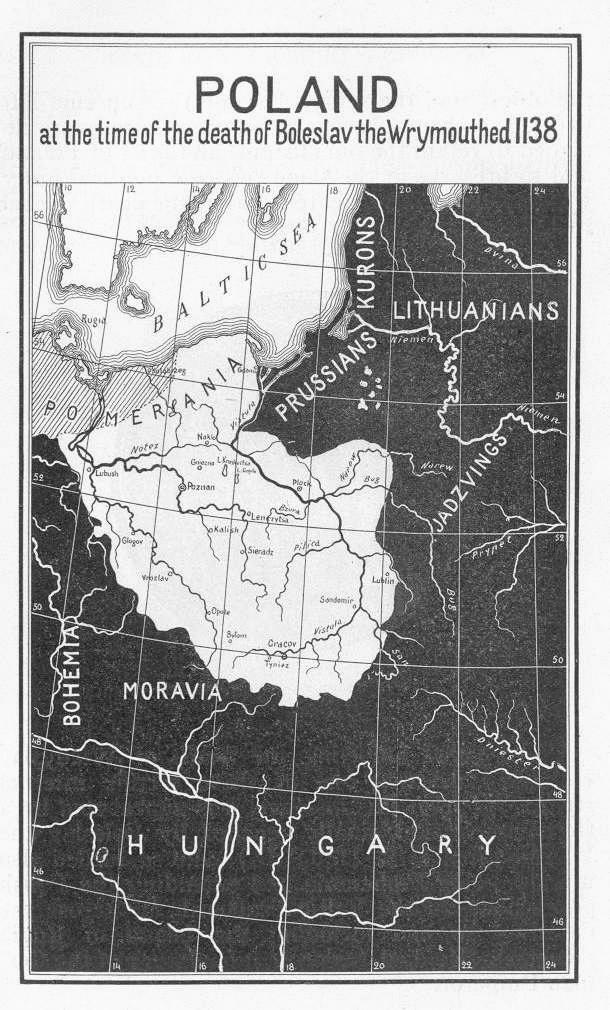
خريطة إدوارد هنري لوينسكي كوروين للحدود البولندية الألمانية في القرن الثاني عشر (نشرت عام 1917، الولايات المتحدة)

كانت تلك الأراضي معروفة في بولندا باسم «الأراضي المستعادة أو المناطق المستعادة»، وهو مصطلح يستند إلى الادعاء بأنها كانت في الماضي تحت حكم سلالة فاست البولندية، والإقطاعيين البولنديين أو مدرجة في الأجزاء المفقودة من بروسيا أثناء تقاسم بولندا. تم استغلال المصطلح على نطاق واسع من قبل الدعاية في جمهورية بولندا الشعبية. كان الهدف من إنشاء صورة للأراضي الجديدة «كجزء لا يتجزأ من بولندا التاريخية» في فترة ما بعد الحرب هو تشكيل مستوطنين بولنديين وإعادتهم إلى وطنهم ووصولهم إلى مجتمع متماسك موالي للنظام الشيوعي الجديد. كان المصطلح قيد الاستخدام فور انتهاء الحرب العالمية الثانية عندما كان جزءًا من تلقين الشيوعيين للمستوطنين البولنديين في تلك المناطق. الاتفاقات النهائية في الواقع كانت تعويض بولندا ب112,000 كيلومتر مربع (43,000 ميل2) من الأراضي الألمانية السابقة في مقابل 187,000 كيلومتر مربع (72,000 ميل2) من الأرض التي تقع شرق خط كرزون - المناطق البولندية التي يحتلها الاتحاد السوفيتي. كان البولنديون واليهود البولنديون في الاتحاد السوفيتي موضوع عملية تسمى «العودة إلى الوطن» (الاستيطان داخل أراضي بولندا بعد الحرب). لم تتم إعادتهم جميعًا إلى أوطانهم: فقد تم سجن بعضهم أو ترحيلهم إلى معسكرات العمل في سيبيريا أو كازاخستان. [بحاجة لمصدر]

## في أعقاب الحرب العالمية الثانية

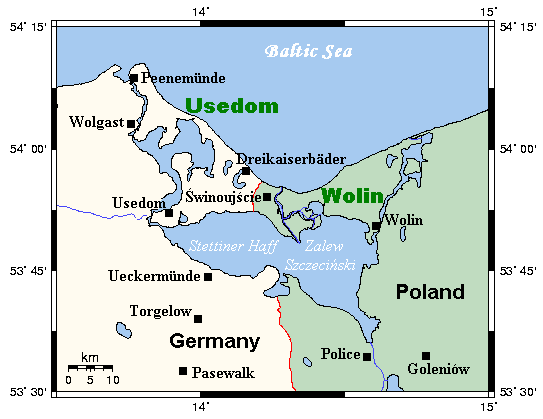

### ألمانيا الغربية

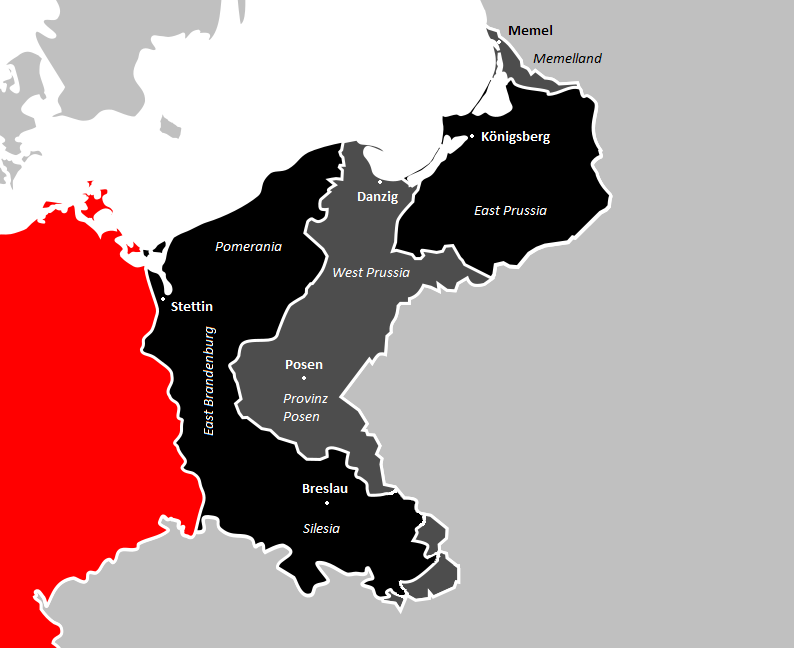
الأراضي التي فقدت بعد الحرب العالمية الأولى

## تطورات أخرى

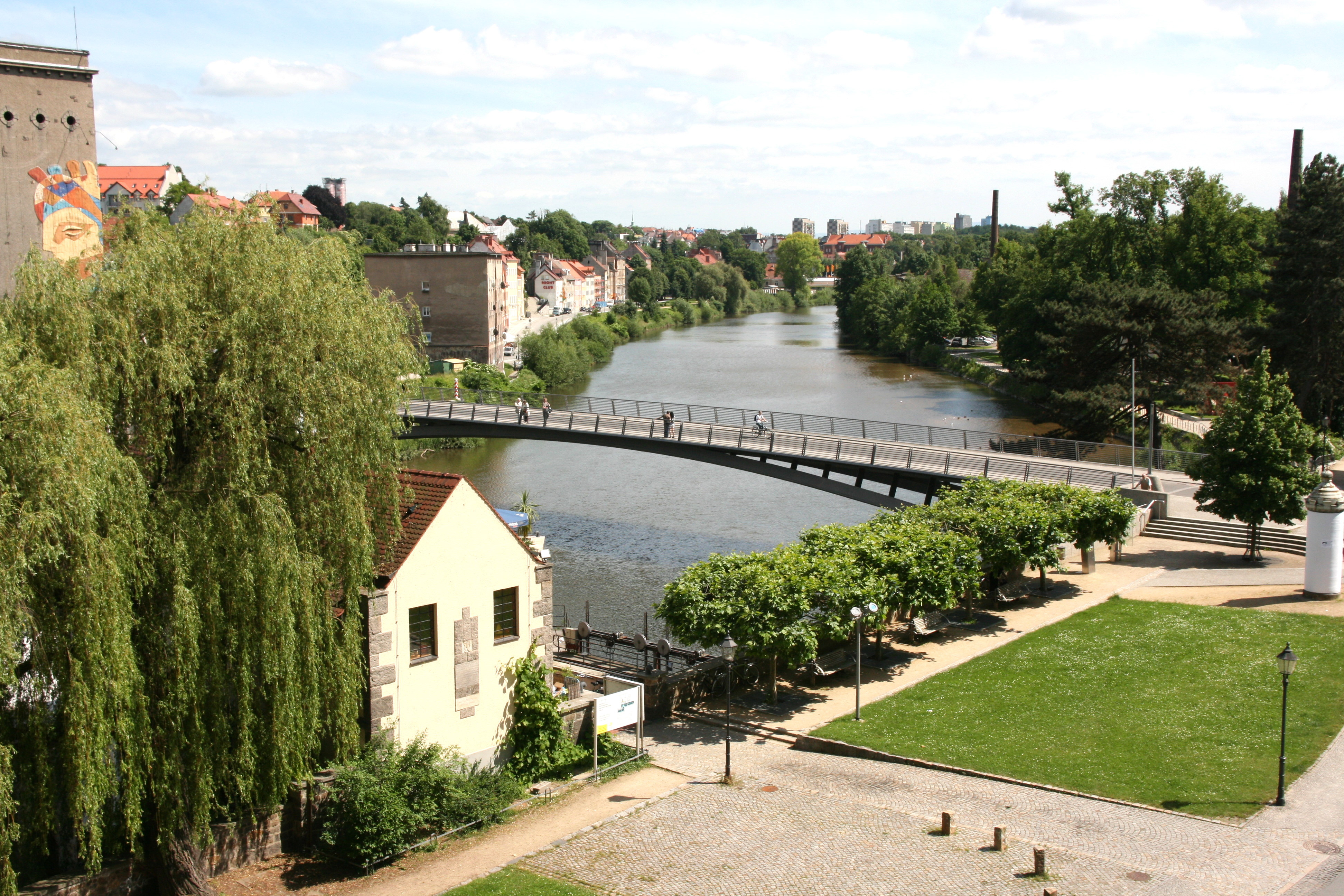
نهر نايسه اللوساتي الذي يفصل مدينة غورليتس الألمانية (على اليمين) عن مدينة زغورجيلتس البولندية (على اليسار)؛ في السابق كان كلاهما يشكلان مدينة غورليتس.

### الحدود مفتوحة جزئيا 1971-1980
زار الملايين الدولة المجاورة (إما بولندا أو ألمانيا الشرقية) خلال الأعوام 1971-1980. تعرض الاقتصاد الألماني الشرقي للتهديد من الاستهلاك المفرط للسياح البولنديين، الذين أتوا إلى ألمانيا الشرقية لشراء منتجات أرخص لا يمكن للاقتصاد الاشتراكي توفيرها بكثرة على جانبي الحدود؛ وأصبح البولنديون أيضًا خطرين سياسيًا على حكومة ألمانيا الديمقراطية بحلول عام 1980.

### اتفاق شنغن
انضمت بولندا إلى منطقة شنغن في عام 2007. هذا يعني أنه تمت إزالة جميع عمليات فحص جوازات السفر على طول الحدود في ديسمبر 2007. انتهت القيود المفروضة على البولنديين العاملين في ألمانيا والألمان العاملين في بولندا في أبريل 2011.  

### الأحداث ذات الصلة بالحرب العالمية الثانية
- هجوم فيستولا - الأودر، من 12 يناير حتى 2 فبراير 1945
- مؤتمر يالطا، من 4 إلى 11 فبراير 1945
- معركة كونيغسبرغ، من 6 أبريل إلى 9 أبريل 1945
- مؤتمر بوتسدام، من 17 يوليو إلى 2 أغسطس 1945